# Medaile Za upevňování bojového přátelství
Medaile Za upevňování bojového přátelství (rusky: Медаль «За укрепление боевого содружества») bylo státní vyznamenání Sovětského svazu. Medaile založená roku 1979 byla udílena občanům členských zemí Varšavské smlouvy a občanům dalších spřátelených socialistických republik.

## Historie a pravidla udílení
Medaile byla založena dekretem Nejvyššího sovětu Sovětského svazu ze dne 25. května 1979. Udílena byla příslušníkům ozbrojených sil, zaměstnancům státních bezpečnostních agentur, zaměstnancům orgánů vnitra a dalším občanům členských států Varšavské smlouvy, stejně jako i dalším občanům spřátelených socialistických zemí. Udílena byla za zásluhy při posilování vojenské jednoty a spolupráce. Status medaile byl mírně pozměněn výnosem prezidia č. 2523-X ze dne 18. července 1980.
Medaile byla udílena jménem Nejvyššího sovětu ministrem obrany SSSR, ministrem vnitra SSSR nebo předsedou Výboru pro státní bezpečnost SSSR. K udělení mohlo dojít pouze jedenkrát a příjemce kromě medaile získal také osvědčení o udělení vyznamenání.
Medaile se nosí nalevo na hrudi a v přítomnosti dalších sovětských medailí se nosí za Medailí Veterána ozbrojených sil SSSR. Pokud se nosí s vyznamenáními Ruské federace, pak mají ruská vyznamenání přednost.
Po rozpadu Sovětského svazu byla 27. března 1995 vytvořena nová medaile Ministerstva obrany Ruské federace „Za upevňování bojového přátelství“, jež nahrazovala zrušenou sovětskou medaili. Podobné medaile byly vytvořeny i v dalších postsovětských státech. Do zrušení medaile bylo uděleno okolo 20 000 těchto vyznamenání.

## Popis medaile
Medaile kulatého tvaru o průměru 32 mm je vyrobena z tombaku. Na přední straně je pěticípá hvězda s jednotlivými cípy pokrytými červeným smaltem. Uprostřed hvězdy je štít s nápisem v cyrilici ЗА УКРЕПЛЕНИЕ БОЕВОГО СОДРУЖЕСТВА a СССР. Při vnějším okraji medaile je vavřínový věnec. Ve spodní části medaile je hvězda položená na zkřížených mečích.
Medaile je připojena pomocí jednoduchého kroužku ke stuhou pokryté kovové destičce ve tvaru pětiúhelníku. Stuha z hedvábného moaré je široká 24 mm. Zleva se skládá ze zeleného pruhu širokého 4 mm, bílého proužku o šířce 1 mm, červeného pruhu o šířce 5,5 mm, žlutého pruhu o šířce 1 mm, černého proužku o šířce 1 mm, žlutého proužku o šířce 1 mm, červeného pruhu o šířce 5,5 mm, bílého proužku o šířce 1 mm a modrého pruhu o šířce 4 mm.